# 八五六农场
八五六农场是一个位于中华人民共和国黑龙江省鸡西市虎林市的农场，亦是黑龙江省农垦牡丹江管理局所属的一个农场。
八五六农场始建于1955年，位于穆棱河下游南岸，东南隔松阿察河与俄罗斯相望。土地总面积1259.3平方公里，总人口4.3万人。

## 行政区划
八五六农场下辖以下单位：
八五六场直社区、八五六农场第一管理区、八五六农场第二管理区、八五六农场第三管理区、八五六农场第四管理区、八五六农场第五管理区、八五六农场第六管理区、八五六农场第七管理区、八五六农场第八管理区、八五六农场第九管理区、八五六农场第十管理区、八五六农场第十一管理区、八五六农场第十二管理区、八五六农场第十三管理区和八五六农场第十四管理区。